# Norddeutsche Maß- und Gewichtsordnung

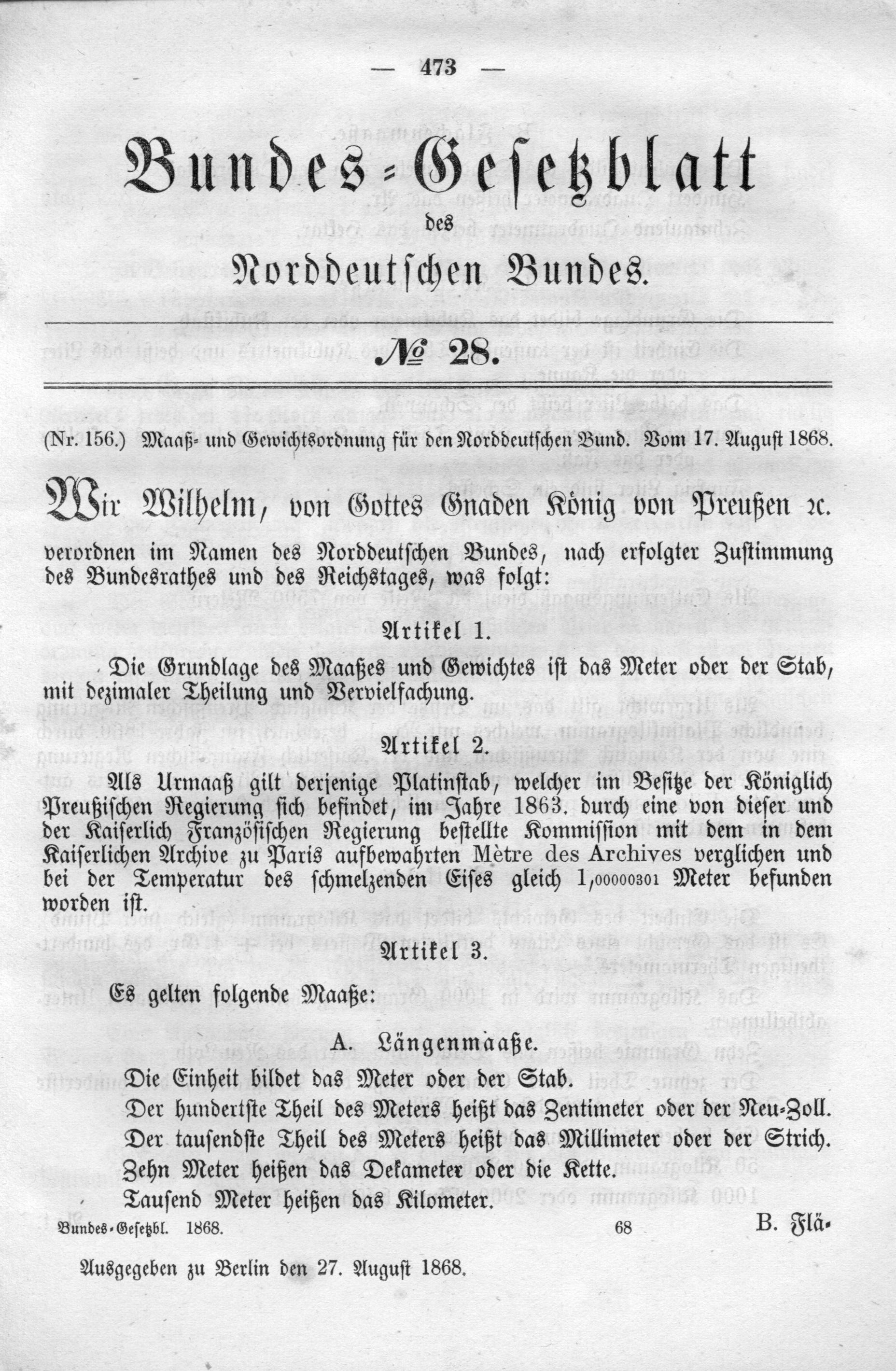
Bundesgesetzblatt des Norddeutschen Bundes, 1868, mit der Maß- und Gewichtsordnung beginnend auf Seite 473

Die Norddeutsche Maß- und Gewichtsordnung (im Gesetz Maaß- und Gewichtsordnung für den Norddeutschen Bund) war ein Bundesgesetz des Norddeutschen Bundes. Sie führte das metrische System in diesem Staat ein und schaffte zum Teil jahrhundertealte Maße und Gewichte ab.
Die Regelung vom 17. August 1868 galt auch nach der Umbenennung des Norddeutschen Bundes in Deutsches Reich (1871) weiter. Sie trat überhaupt erst zum 1. Januar 1872 in Kraft.

## Vorarbeiten im Deutschen Bund
Bereits im Vormärz war die Vereinheitlichung von Münzsystemen, Maßen und Gewichten ein Thema im Deutschen Bund gewesen. Im Jahr 1821 schlug der württembergische Bundestagsgesandte Karl August von Wangenheim im Bundestag vor, dass ein Gliedstaat den Antrag stellen solle, ein entsprechendes vorläufiges Bundesgesetz zu erlassen. Tatsächlich kam der Bundestag einstimmig zu einem Beschluss. Dies und weitere Vorstöße (zum Beispiel auf der Wiener Ministerialkonferenz 1834) führten aber nicht dazu, dass die Gliedstaaten Verhandlungen einleiteten. Teilweise regelten einige Staaten eine gewisse Vereinheitlichung untereinander.
Die Institutionen des revolutionären Deutschen Reiches 1848/1849 waren zu sehr mit anderen Problemen beschäftigt. Die Dresdner Konferenz aber, die die Wiederherstellung des Deutschen Bundes mit regelte, forderte in ihrem Abschlussbericht vom 25. April 1851, die Vereinheitlichung herbeizuführen. Im handelspolitischen Ausschuss des Bundestags wurde das Thema allerdings kaum behandelt.
Bewegung kam erst 1860 auf, nachdem mehrere Staaten Fortschritte in dieser immer wichtiger werdenden Frage gefordert hatten. Der handelspolitische Ausschuss wies darauf hin, dass der Bund durchaus kompetent sei, entsprechend Art. 19 der Bundesakte und Artikel 64 und 65 der Wiener Schlussakte. Eine Vereinheitlichung sei nützlich und wünschenswert, allerdings sei die Vorliebe für das Gewohnte ein Hindernis. Einige Ausschuss-Mitglieder meinten, dass das Ziel großteils schon erreicht sei, da viele sich am preußischen Zollpfund (à 500 Gramm) orientierten.
Im Jahr 1861 veröffentlichte der Ausschuss einen Bericht samt Entwurf. Nach Verhandlungen einer Kommission im Juli 1865 in Frankfurt legte er schließlich am 1. Dezember 1865 einen „Entwurf zu einer deutschen Maß- und Gewichtsordnung“ vor. Am 22. Februar 1866 nahm der Bundestag diesen auch an. 16 Staaten zeigten offiziell ihre Bereitschaft, die Ordnung einzuführen. Das Ende des Deutschen Bundes im Sommer 1866 beendete allerdings den Versuch, einheitliche Maße und Gewichte als Bundesgesetz zu bekräftigen.

## Norddeutscher Reichstag
Im norddeutschen Bundesstaat erhielt das Parlament, der Reichstag, einen Entwurf am 13. Mai 1868. Der Gesetzentwurf entsprach im Wesentlichen dem Entwurf des Deutschen Bundes von 1865. Eine Reichstagskommission legte im Juni einen Bericht vor. Ihrer Meinung nach führte das Nebeneinander von Maßen und Gewichten im Bundesgebiet zu schweren Übelständen. Daher begrüßte sie das metrische und das Dezimalsystem, wie es auch schon in anderen europäischen Ländern eingeführt worden war. Abweichungen wie zum Beispiel ein Medizinalgewicht lehnte die Kommission ab.
Im Reichstag selbst debattierte man am 13. Juni über den Entwurf. Während die Vertreter des Bundesrats sich zurückhielten, verteidigte die Kommission den Entwurf gegenüber den Bedenken einzelner Abgeordneter. Der Historiker Klaus Erich Pollmann nennt die Debatte ein Beispiel für offene Willensbildung, wie es sie im Reichstag durchaus gegeben hat. Schließlich nahm der Reichstag den Entwurf mit kleineren Änderungen mit großer Mehrheit an.

## Inhalt

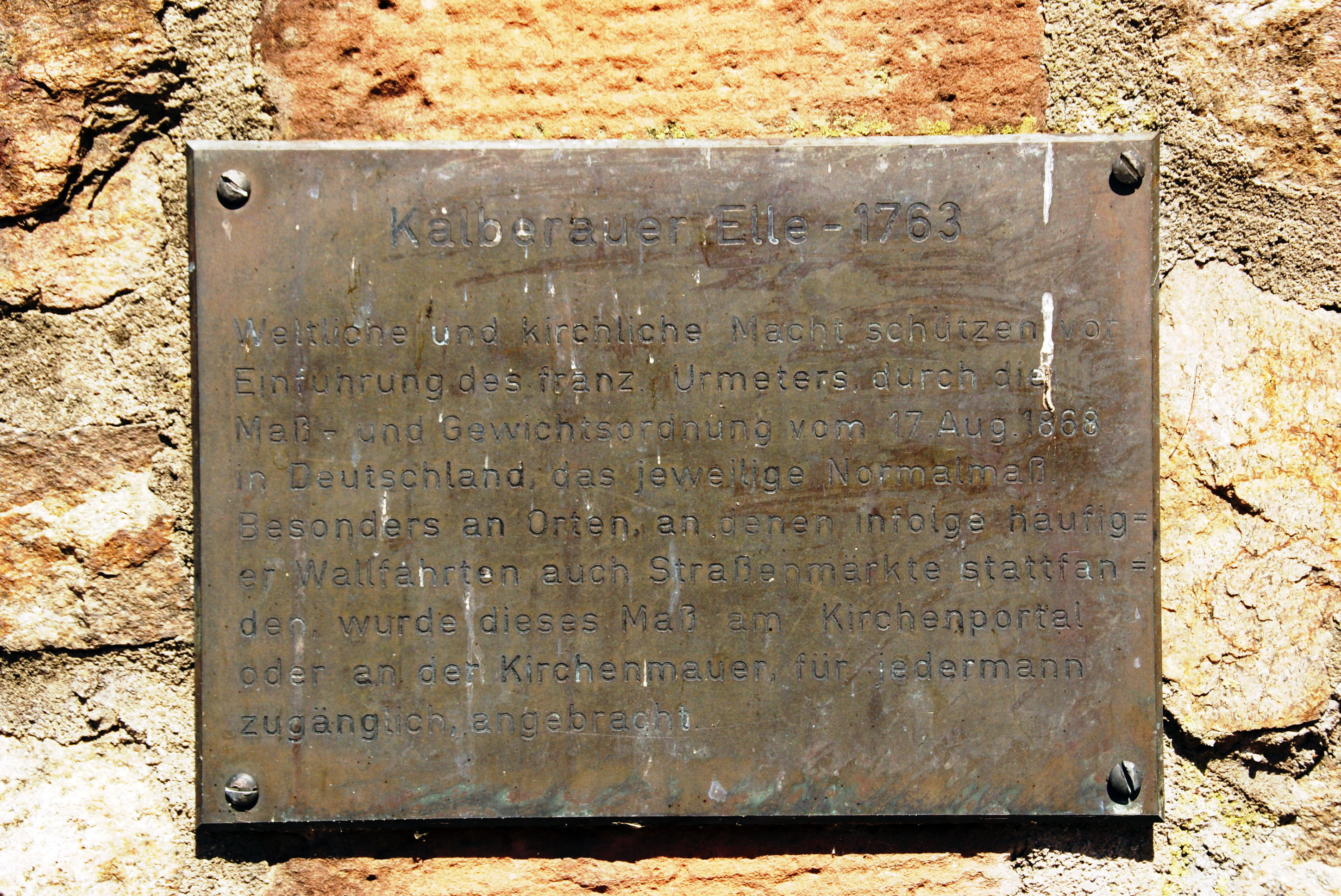
Kälberauer Elle, Gedenktafel mit Bezugnahme auf die Norddeutsche Maß- und Gewichtsordnung

Die Maß- und Gewichtsordnung schreibt als Grundlage für Maße und Gewichte „das Meter“ vor. Unterteilt werden Einheiten nach dem Dezimalsystem (Art. 1). Das Kilogramm ist 
„das Gewicht eines Liters destillirten Wassers bei + 4 Gr. des hunderttheiligen Thermometers“ (Art. 6). Weiterhin werden davon abgeleitete Einheiten eingeführt, wie das Zentimeter und das Dekagramm.
Bei den meisten Einheiten wird als Alternative eine traditionelle Bezeichnung angeboten, zum Beispiel: „das Meter oder der Stab“, „das Zentimeter oder der Neuzoll“, „das Liter oder die Kanne“. Wirklich durchgesetzt haben sich von diesen Bezeichnungen schließlich nur die Flächenmaße „Ar“ für hundert Quadratmeter und „Hektar“ für zehntausend Quadratmeter sowie einige Gewichte wie die „Tonne“ für 1000 Kilogramm. Ar und Hektar sind allerdings keine alten deutschen Bezeichnungen, vielmehr stammen sie aus der Zeit in Frankreich, als man dort das metrische System aufstellte.
| Name     | Größe   |
| -------- | ------- |
| Stab     | 1 m     |
| Neu-Zoll | 1 cm    |
| Strich   | 1 mm    |
| Kette    | 1 dam   |
| Ar       | 100 m²  |
| Kanne    | 1 l     |
| Schoppen | 0,5 l   |
| Faß      | 1 hl    |
| Scheffel | 50 l    |
| Meile    | 7500 m  |
| Pfund    | 0,5 kg  |
| Neu-Loth | 1 dag   |
| Zentner  | 50 kg   |
| Tonne    | 1000 kg |

Die Ordnung bezieht sich ausdrücklich auf ein „Urmaaß“ und ein „Urgewicht“, die von der preußischen Regierung aufbewahrt werden (Art. 2 und 5). Im Jahre 1860 hatte eine preußisch-französische Kommission diesen Platinstab und das Platinkilogramm mit dem „Mètre des Archives“ bzw. „Kilogramme prototype“ in Paris abgeglichen. Die Umrechnung der alten Maße und Gewichte in die neuen ist Aufgabe der deutschen Länderregierungen (Art. 21).
Des Weiteren führt die Ordnung eine „Normal-Eichungskommission“ des Bundes in Berlin ein. Sie soll das Handhaben im Bundesgebiet überwachen und für einheitliche Regeln sorgen. Außerdem gibt es Bestimmungen über das Eichwesen und die Eichämter, damit Maße und Gewichte nicht zu sehr vom Soll abweichen. Maße, Gewichte und Waagen sollen durch einen Stempel als geeicht gekennzeichnet werden, wofür eine Gebühr zu zahlen ist.
In Bezug auf das Münzgewicht verweist die Ordnung auf den Münzvertrag von 1857 (Art. 8).
Die Ordnung tritt am 1. Januar 1872 in Kraft (Art. 21). Wer die Maße und Gewichte bereits früher verwenden will, darf dies bereits ab dem 1. Januar 1870, sofern die Beteiligten sich einig sind (Art. 22).

## Folgen
Die Maß- und Gewichtsordnung erscheint unter den Bundesgesetzen, die laut Bundesverfassung vom 1. Januar 1871 (Art. 80) im gesamten (um Süddeutschland erweiterten) Bundesgebiet gelten sollten. Ein Gesetz vom 16. April 1871 bestätigte die Einführung im Bundesgebiet zum 1. Januar 1872.

## Belege
1. ↑  Jürgen Müller: Deutscher Bund und deutsche Nation 1848–1866. Habil. Frankfurt 2003, Vandenhoeck und Ruprecht, Göttingen 2005, S. 435–437.
2. ↑  Jürgen Müller: Deutscher Bund und deutsche Nation 1848–1866. Habil. Frankfurt 2003, Vandenhoeck und Ruprecht, Göttingen 2005, S. 437/438.
3. ↑  Jürgen Müller: Deutscher Bund und deutsche Nation 1848–1866. Habil. Frankfurt 2003, Vandenhoeck und Ruprecht, Göttingen 2005, S. 441–443.
4. ↑  Jürgen Müller: Deutscher Bund und deutsche Nation 1848–1866. Habil. Frankfurt 2003, Vandenhoeck und Ruprecht, Göttingen 2005, S. 450/451.
5. ↑  Klaus Erich Pollmann: Parlamentarismus im Norddeutschen Bund 1867–1870. Droste Verlag, Düsseldorf 1985, S. 464/465.
6. ↑  Klaus Erich Pollmann: Parlamentarismus im Norddeutschen Bund 1867–1870. Droste Verlag, Düsseldorf 1985, S. 391, 465.
7. ↑  Jürgen Müller: Deutscher Bund und deutsche Nation 1848–1866. Habil. Frankfurt 2003, Vandenhoeck und Ruprecht, Göttingen 2005, S. 451.